# آملیا گرین
آملیا گرین (انگلیسی: Amelia Green؛ زادهٔ ۱۳ سپتامبر ۱۹۹۱) بازیکن فوتبال اهل آنتیگوآ و باربودا است.
وی همچنین در تیم ملی فوتبال Antigua and Barbuda بازی کرده‌است.